# Tyrannochthonius simulans
Tyrannochthonius simulans är en spindeldjursart som beskrevs av Volker Mahnert 1986. Tyrannochthonius simulans ingår i släktet Tyrannochthonius och familjen käkklokrypare. Inga underarter finns listade i Catalogue of Life.